# 伊興
伊興（いこう）は、東京都足立区北部の地名、および地域名称。現行行政地名は伊興一丁目から伊興五丁目、伊興本町一丁目および伊興本町二丁目。
隣接する地域は、北は西伊興および東伊興、東は東伊興および西竹の塚、南は栗原および西新井、西は西伊興。

## 地域
東京都足立区北部の伊興地域の中・東部に位置する。町域内には寺社が多く点在し、特に東伊興四丁目一帯は「伊興寺町」と呼ばれている。
かつての伊興地域は、伊興町○○といったように東京23区内で小字名を付した町名が残っていた地区であった。これは、東京市の周辺町村が昭和七年十月一日に市内に編入される際に、「通し地番の町村は小字の区域を以て新町の区域とすること」「小字名に旧町村名を冠記したるものを以て新町名とすること」という東京市の整理方針基準条項に旧伊興村が該当していた数少ない地区だったからである。しかし、土地改良事業や住居表示の実施によって、次第に「伊興本町」「東伊興」「西伊興」などの新しい町名に変えられていったため、現在は全て消滅し、伊興前沼保育園や伊興町前沼交差点などの一部の施設名や交差点名に僅かにその名を留めている。
かつて存在していた「伊興町」に旧小字名を付した町名。
- 伊興町谷下（いこうまちたにした、以下いこうまちは省略、地元では「やじった」と呼ばれている）現在の東伊興2丁目付近。東伊興が住居表示実施するまでは毛長堀北側に残存していた。(現在の東伊興2丁目5・21番)
- 伊興町聖堂（せいどう）東伊興１丁目西側。はんの木橋から聖一の橋付近。赤山街道東側。
- 伊興町五庵（ごあん）東伊興１丁目西側。聖一の橋から滝野川信用金庫付近。
- 伊興町狭間（はざま）東伊興4丁目付近。東伊興町の土地改良事業後も残存していた。
- 伊興町白幡（しらはた）東伊興3丁目付近。史跡公園は、白旗塚と言われていた。
- 伊興町前沼（まえぬま）伊興本町1丁目,西竹の塚2丁目,東伊興3丁目南部付近。竹の塚駅東口にもあった。
- 伊興町見通（みとおし、地元では「みとおり」とも呼ばれていた）赤山街道の西側。西竹の塚1丁目北部、伊興3丁目一部。七曲りまでの地域。
- 伊興町大境（おおざかい）伊興1丁目、伊興3丁目の大部分。
- 伊興町諏訪木（すわぎ）西新井3丁目9番以上、西新井4丁目26番から38番付近。西新井町との境は足立工業高校の南側が境であった。西伊興１丁目の南側にもあった。伊興の住居表示までは伊興1丁目5番、6番に残存していた。西新井4丁目35に諏訪神社がある。
- 伊興町一丁目（いっちょうめ、現在の伊興一丁目とは範囲が異なる）西伊興小学校付近と西伊興1丁目1-4番付近
- 伊興町五反田（ごたんだ）伊興小学校西側と西伊興2丁目3丁目東側付近。
- 伊興町本町（ほんちょう、現在の伊興本町一・二丁目と範囲はほとんど異なる）元々は村廻とよばれていた。   伊興2丁目,4丁目、5丁目の大部分。南は伊興地域センター、北は伊興中学校。
- 伊興町吉浜（よしはま）概ね、西伊興4丁目付近。
- 伊興町番田（ばんでん・ばんだ)西伊興4丁目西側付近。西新井堀と本木堀に挟まれた地域。交差点名やセブンイレブンに残っている。
- 伊興町京伝（きょうでん）西伊興1丁目から舎人ライナーの舎人公園駅南側付近まで。
- 伊興町槐戸（さいかちど）西伊興1丁目の西部と西新井4丁目25番付近。

### 地価
住宅地の地価は、2025年（令和7年）1月1日の公示地価によれば、伊興本町1-13-19の地点で35万1000円/m2となっている。

## 地名の由来
旧来の「伊興村」に由来。

## 伊興

### 世帯数と人口
2025年（令和7年）1月1日現在（足立区発表）の世帯数と人口は以下の通りである。
| 丁目       | 世帯数    | 人口     |
| ---------- | --------- | -------- |
| 伊興一丁目 | 1,322世帯 | 2,418人  |
| 伊興二丁目 | 1,088世帯 | 2,371人  |
| 伊興三丁目 | 1,671世帯 | 3,101人  |
| 伊興四丁目 | 1,600世帯 | 2,953人  |
| 伊興五丁目 | 1,065世帯 | 2,191人  |
| 計         | 6,746世帯 | 13,034人 |

#### 人口の変遷
国勢調査による人口の推移。
| 年                 | 人口   |
| ------------------ | ------ |
| 1995年（平成7年）  | 11,126 |
| 2000年（平成12年） | 11,598 |
| 2005年（平成17年） | 12,109 |
| 2010年（平成22年） | 12,533 |
| 2015年（平成27年） | 12,289 |
| 2020年（令和2年）  | 12,543 |

#### 世帯数の変遷
国勢調査による世帯数の推移。
| 年                 | 世帯数 |
| ------------------ | ------ |
| 1995年（平成7年）  | 4,350  |
| 2000年（平成12年） | 4,619  |
| 2005年（平成17年） | 4,971  |
| 2010年（平成22年） | 5,518  |
| 2015年（平成27年） | 5,427  |
| 2020年（令和2年）  | 5,999  |

### 学区
区立小・中学校に通う場合、学区は以下の通りとなる（2023年4月時点）。なお、足立区では学校選択制度を導入しており、区内全域から選択することが可能。ただし、小学校に関しては、2018年（平成30年）度から学区域または学区域に隣接する学校のみの選択になる。
| 丁目       | 番地                                      | 小学校               | 中学校               |
| ---------- | ----------------------------------------- | -------------------- | -------------------- |
| 伊興一丁目 | 1〜17番 20番以降                          | 足立区立栗原北小学校 | 足立区立第十四中学校 |
| 伊興一丁目 | 18〜19番                                  | 足立区立伊興小学校   | 足立区立第十四中学校 |
| 伊興二丁目 | 1〜2番 9〜12番 17〜19番                   | 足立区立伊興小学校   | 足立区立第十四中学校 |
| 伊興二丁目 | 20番以降                                  | 足立区立伊興小学校   | 足立区立伊興中学校   |
| 伊興二丁目 | 3〜8番 13〜16番                           | 足立区立西伊興小学校 | 足立区立伊興中学校   |
| 伊興三丁目 | 1〜6番 8番〜9番9号 9番14号〜19番 21番5号  | 足立区立栗原北小学校 | 足立区立第十四中学校 |
| 伊興三丁目 | 7番 9番10〜13号 20番〜21番4号 21番6号以降 | 足立区立伊興小学校   | 足立区立第十四中学校 |
| 伊興四丁目 | 1〜10番 12〜15番                          | 足立区立伊興小学校   | 足立区立第十四中学校 |
| 伊興四丁目 | 11番 16番以降                             | 足立区立伊興小学校   | 足立区立伊興中学校   |
| 伊興五丁目 | 3番以降                                   | 足立区立伊興小学校   | 足立区立伊興中学校   |
| 伊興五丁目 | 1〜2番                                    | 足立区立伊興小学校   | 足立区立第十四中学校 |

### 事業所
2021年（令和3年）現在の経済センサス調査による事業所数と従業員数は以下の通りである。
| 丁目       | 事業所数  | 従業員数 |
| ---------- | --------- | -------- |
| 伊興一丁目 | 48事業所  | 413人    |
| 伊興二丁目 | 41事業所  | 387人    |
| 伊興三丁目 | 77事業所  | 476人    |
| 伊興四丁目 | 60事業所  | 297人    |
| 伊興五丁目 | 41事業所  | 206人    |
| 計         | 267事業所 | 1,779人  |

#### 事業者数の変遷
経済センサスによる事業所数の推移。
| 年                 | 事業者数 |
| ------------------ | -------- |
| 2016年（平成28年） | 269      |
| 2021年（令和3年）  | 267      |

#### 従業員数の変遷
経済センサスによる従業員数の推移。
| 年                 | 従業員数 |
| ------------------ | -------- |
| 2016年（平成28年） | 1,442    |
| 2021年（令和3年）  | 1,779    |

## 伊興本町

### 世帯数と人口
2025年（令和7年）1月1日現在（足立区発表）の世帯数と人口は以下の通りである。
| 丁目           | 世帯数    | 人口    |
| -------------- | --------- | ------- |
| 伊興本町一丁目 | 749世帯   | 1,412人 |
| 伊興本町二丁目 | 737世帯   | 1,527人 |
| 計             | 1,486世帯 | 2,939人 |

#### 人口の変遷
国勢調査による人口の推移。
| 年                 | 人口  |
| ------------------ | ----- |
| 2000年（平成12年） | 2,202 |
| 2005年（平成17年） | 2,345 |
| 2010年（平成22年） | 2,278 |
| 2015年（平成27年） | 2,283 |
| 2020年（令和2年）  | 2,789 |

#### 世帯数の変遷
国勢調査による世帯数の推移。
| 年                 | 世帯数 |
| ------------------ | ------ |
| 2000年（平成12年） | 901    |
| 2005年（平成17年） | 1,007  |
| 2010年（平成22年） | 1,100  |
| 2015年（平成27年） | 1,083  |
| 2020年（令和2年）  | 1,341  |

### 学区
区立小・中学校に通う場合、学区は以下の通りとなる（2023年4月時点）。なお、足立区では学校選択制度を導入しており、区内全域から選択することが可能。ただし、小学校に関しては、2018年（平成30年）度から学区域または学区域に隣接する学校のみの選択になる。
| 丁目           | 番地 | 小学校               | 中学校               |
| -------------- | ---- | -------------------- | -------------------- |
| 伊興本町一丁目 | 全域 | 足立区立東伊興小学校 | 足立区立第十四中学校 |
| 伊興本町二丁目 | 全域 | 足立区立東伊興小学校 | 足立区立第十四中学校 |

### 事業所
2021年（令和3年）現在の経済センサス調査による事業所数と従業員数は以下の通りである。
| 丁目           | 事業所数 | 従業員数 |
| -------------- | -------- | -------- |
| 伊興本町一丁目 | 47事業所 | 251人    |
| 伊興本町二丁目 | 31事業所 | 520人    |
| 計             | 78事業所 | 771人    |

#### 事業者数の変遷
経済センサスによる事業所数の推移。
| 年                 | 事業者数 |
| ------------------ | -------- |
| 2016年（平成28年） | 72       |
| 2021年（令和3年）  | 78       |

#### 従業員数の変遷
経済センサスによる従業員数の推移。
| 年                 | 従業員数 |
| ------------------ | -------- |
| 2016年（平成28年） | 858      |
| 2021年（令和3年）  | 771      |

## 交通

### 鉄道
現在伊興を冠する住所内には鉄道駅は存在しないが、もともとは伊興の一部だった隣接する西竹の塚に東武鉄道の竹ノ塚駅が所在するため、地域住民の鉄道交通手段の利用に不便はない。また、2008年3月30日に日暮里・舎人ライナーが開業し、3つの新駅（谷在家、舎人公園駅、舎人駅）が伊興地区西部から徒歩利用可能圏となった。
- 東武鉄道
  - 東武伊勢崎線（東武スカイツリーライン）：竹ノ塚駅
- 東京都交通局
  - 日暮里・舎人ライナー：舎人駅、舎人公園駅、谷在家駅

### バス
- 東武バスセントラル
  - 伊興本町二丁目に足立営業事務所がある。
- 国際興業バス
- はるかぜ（足立区コミュニティバス）

### 道路
伊興・伊興本町を区画する本通りは比較的整備されているものの、それ以外の町域内の道路網は細く曲がりくねった道が多い。「七曲がり」と呼ばれる道路はこのような道路事情を端的に示している。
- 東京都道461号吾妻橋伊興町線（尾竹橋通り = 東京都都市計画道路補助100号）
- 赤山街道（中央通り）
- 伊興七曲がり
- 大師北参道

## 施設
行政
- 足立区役所伊興区民事務所
- 西新井消防署

文化
- 足立区立伊興図書館
- 足立区立伊興住区センター

教育
- 足立区立東伊興小学校
- 足立区立西伊興小学校
- 足立区立伊興小学校
- 足立区立伊興中学校

その他
- 足立伊興郵便局
- 足立東伊興郵便局
- 足立西伊興郵便局

## 史跡
- 薬師寺
- 源正寺

## 歴史
当地区の歴史は、足立区内の中でも最も古い部類に入る。現在の東伊興地区からは伊興遺跡が発見されており、少なくとも古墳時代には住民がいたことが分かっている。戦国時代末期には既に伊興村の原型が出来ていたと考えられている。

### 年表
- 1889年5月1日(水) - 南足立郡伊興村が周辺の村と合併し、渕江村が成立する。
- 1891年4月1日(水) - 淵江村から伊興村が独立。
- 1932年10月1日(土)- 東京市に編入され、同市足立区の一部となる。旧伊興村の領域は、従来の小字名を付した町名が付けられたが、村廻耕地は伊興町「本町」と改名された。
  - 以下町名の「伊興町」の部分を省略する。
- 1966年11月11日(土)- 見通、大境、前沼、谷下、白幡の一部で住居表示が実施され、竹の塚一、六、七丁目、西保木間四丁目の一部に編入される。
- 1967年3月15日(水)- 諏訪木の一部が、西新井町区画整理組合(第二工区)により、西新井三丁目、四丁目の一部に編入される。京伝・槐戸の一部は、西新井四丁目に編入された。
- 1968年4月1日(月)- 伊興町土地改良区事業が実施されていた地区のうち、赤山道以東の聖堂の全域と谷下、五庵、狭間、白幡、竹塚町の一部が「東伊興町」に、赤山道以西の吉浜、五反田、一丁目、槐戸の全域と番田、京伝、諏訪木、古千谷町、舎人町の一部が「西伊興町」になる。
  - この当時既に宅地化されていた地域は耕地整理事業が実施されなかったため、町名が変更されなかった。
- 1970年4月1日(水)- 古千谷耕地整理事業の終了により、番田、京伝の残存地域が古千谷一丁目から三丁目の一部になる。
- 1987年10月10日(土)- 大境の全域と諏訪木の残存地域、本町と見通の大半、西伊興町の一部に住居表示が実施され、伊興一丁目から五丁目と、西竹の塚一丁目、西伊興一丁目から四丁目が設置される。
- 1988年5月15日(日)- 谷下の一部に住居表示が実施され、東伊興二丁目に編入される。
- 1997年3月1日 (土)- 見通の残存地域と前沼の一部に住居表示が実施され、西竹の塚二丁目となる。
- 1997年10月1日(水)- 五庵、本町の残存地域と前沼、狭間、白幡、東伊興町の一部に住居表示が実施され、伊興本町一、二丁目が設置される
- 1999年7月3日(土) - 前沼、谷下の残存地域と白幡の一部に住居表示が実施され、東伊興三丁目に編入される。
- 2001年11月7日(水) - 狭間、白幡の残存地域に住居表示が実施され、東伊興四丁目に編入される。これにより「伊興町○○」という地名は消滅。
- 2005年7月23日(土)16時35分頃 - 千葉県北西部地震で足立区伊興で震度5強を観測した。
- 2021年10月7日(木) 22時41分頃- 千葉県北西部地震で足立区伊興で震度5強を観測した。

## その他

### 日本郵便
- 集配担当する郵便局と郵便番号は以下の通りである[17]。

| 町丁     | 郵便番号 | 郵便局       |
| -------- | -------- | ------------ |
| 伊興     | 121-0823 | 足立北郵便局 |
| 伊興本町 | 121-0807 | 足立北郵便局 |